# Сальес, Хосе
Хосе Сальес Сальва (исп. José Sallés Salva, кат. Josep Sallés Salvat, 27 июля 1947, Сабадель, Испания) — испанский хоккеист (хоккей на траве), полузащитник. 

## Биография
Хосе Сальес Сальва родился 27 июля 1947 года в испанском городе Сабадель.
Играл в хоккей на траве за «Эгару» из Таррасы, с 1974 года до конца карьеры — за «Депортиво» из Таррасы. Семь раз выигрывал чемпионат Каталонии (1966—1970, 1971, 1973), шесть раз — Кубок Короля (1968—1969, 1971—1973, 1975), пять раз — чемпионат Испании (1971—1974, 1976), два раза — Кубок европейских чемпионов (1969—1970).
В 1968 году вошёл в состав сборной Испании по хоккею на траве на Олимпийских играх в Мехико, занявшей 6-е место. Играл на позиции полузащитника, провёл 8 матчей, мячей не забивал.
В 1972 году вошёл в состав сборной Испании по хоккею на траве на Олимпийских играх в Мюнхене, занявшей 7-е место. Играл на позиции полузащитника, провёл 7 матчей, забил 2 мяча (по одному в ворота сборных Франции и Уганды).
В 1976 году вошёл в состав сборной Испании по хоккею на траве на Олимпийских играх в Монреале, занявшей 6-е место. Играл на позиции полузащитника, провёл 7 матчей, забил 2 мяча в ворота сборной ФРГ.